# Eugène Beyens

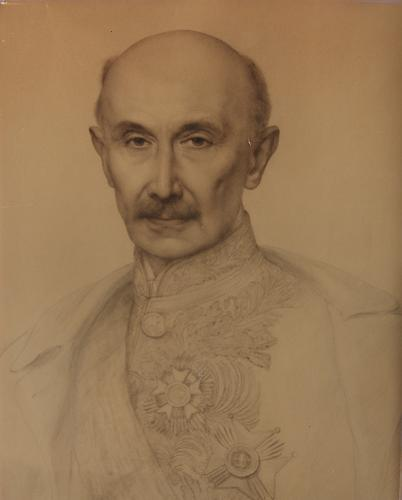

Napoléon Eugène Louis Joseph Marie Auguste baron Beyens (Parijs, 24 maart 1855 - Brussel, 3 januari 1934) was een Belgisch diplomaat en minister.

## Levensloop
Beyens was diplomaat in Perzië, Bulgarije, Roemenië en bij de Heilige Stoel, waarna hij van 1910 tot 1912 de kabinetschef van koning Albert I was. Van 1912 tot 1914 was hij gevolmachtigd minister in Duitsland.
Van 1915 tot 1917 was hij als extraparlementair eveneens minister Zonder Portefeuille (1915-1916) en in opvolging van Julien Davignon minister van Buitenlandse Zaken (1916-1917). In 1915 werd Eugène Beyens benoemd tot minister van Staat.

## Publicaties
- Le second Empire, Ed. Desclée De Brouwer, 1924
- Deux années à Berlin, 1931
- Quatre ans à Rome, 1934.